# Estrilda
Estrilda neboli astrild či modroušek je rod z čeledi astrildovitých (Estrildida) a jedná se o exotické ptáky menší velikosti, vyskytující se převážně v zalesněných oblastech Afriky a Austrálie. Většina z nich se vyznačuje pestrým zbarvením, přičemž samci jsou pestří a samice jednolité nebo tmavě zbarvené. Často se chovají jako okrasní ptáci a asi nejznámějším zástupcem je astrild vlnkovaný.

## Druhy
- Astrild vlnkovaný (Estrilda astrild)
- Astrild černohlavý (Estrilda atricapilla)
- Estrilda bocagei
- Modroušek rudoocasý (Estrilda caerulescens)
- Astrild běločelý (Estrilda charmosyna)
- Astrild rudobřichý (Estrilda erythronotos)
- Astrild šedoprsý (Estrilda melanotis)
- Astrild oranžovolící (Estrilda melpoda)
- Astrild černobrvý (Estrilda nigriloris)
- Astrild černotemenný (Estrilda nonnula)
- Astrild bahenní (Estrilda paludicola)
- Modroušek černoocasý (Estrilda perreini)
- Astrild nigerijský (Estrilda poliopareia)
- Astrild čtyřbarvý (Estrilda quartinia)
- Astrild žlutobřichý (Estrilda rhodopyga)
- Astrild arabský (Estrilda rufibarba)
- Modroušek rudoboký (Estrilda thomensis)
- Astrild šedý (Estrilda troglodytes)